# 1984-es labdarúgó-Európa-bajnokság (döntő)
Az 1984-es labdarúgó-Európa-bajnokság döntőjét a párizsi Parc des Princes stadionban játszották 1984. június 27-én. A mérkőzés győztese nyerte a 7. labdarúgó-Európa-bajnokságot. Az egyik résztvevő a házigazda Franciaország volt, ellenfele pedig Spanyolország. A mérkőzést a hazai pályán játszó francia csapat nyerte 2–0-ra, és történetének első Európa-bajnoki címét szerezte.

## Út a döntőig

### Eredmények
| Csapat        | M | Gy | D | V | G+ | G– | Gk | P |
| ------------- | - | -- | - | - | -- | -- | -- | - |
| Franciaország | 3 | 3  | 0 | 0 | 9  | 2  | +7 | 6 |
| Dánia         | 3 | 2  | 0 | 1 | 8  | 3  | +5 | 4 |
| Belgium       | 3 | 1  | 0 | 2 | 4  | 8  | –4 | 2 |
| Jugoszlávia   | 3 | 0  | 0 | 3 | 2  | 10 | –8 | 0 |

| Csapat        | M | Gy | D | V | G+ | G– | Gk | P |
| ------------- | - | -- | - | - | -- | -- | -- | - |
| Spanyolország | 3 | 1  | 2 | 0 | 3  | 2  | +1 | 4 |
| Portugália    | 3 | 1  | 2 | 0 | 2  | 1  | +1 | 4 |
| NSZK          | 3 | 1  | 1 | 1 | 2  | 2  | 0  | 3 |
| Románia       | 3 | 0  | 1 | 2 | 2  | 4  | –2 | 1 |

## A mérkőzés
| 1984. június 27. 20:00 |

| Franciaország           | 2–0               | Spanyolország |
| ----------------------- | ----------------- | ------------- |
| Platini 57' Bellone 90' | (0–0) Jegyzőkönyv |               |

| Parc des Princes, Párizs Nézőszám: 47 368 Játékvezető: Vojtěch Christov (csehszlovák) |

| Franciaország | Spanyolország |

| FRANCIAORSZÁG:       |    |                        |  |     |
|                      |    |                        |  |     |
| GK                   | 1  | Joël Bats              |  |     |
| DF                   | 5  | Patrick Battiston      |  | 73' |
| DF                   | 4  | Maxime Bossis          |  |     |
| DF                   | 15 | Yvon Le Roux           |  |     |
| DF                   | 3  | Jean-François Domergue |  |     |
| MF                   | 14 | Jean Tigana            |  |     |
| MF                   | 6  | Luis Fernández         |  |     |
| MF                   | 10 | Michel Platini         |  |     |
| MF                   | 12 | Alain Giresse          |  |     |
| FW                   | 17 | Bernard Lacombe        |  | 80' |
| FW                   | 11 | Bruno Bellone          |  |     |
| Cserék:              |    |                        |  |     |
| DF                   | 2  | Manuel Amoros          |  | 73' |
| FW                   | 9  | Bernard Genghini       |  | 80' |
| Szövetségi kapitány: |    |                        |  |     |
| Michel Hidalgo       |    |                        |  |     |

| SPANYOLORSZÁG:       |    |                         |  |     |
|                      |    |                         |  |     |
| GK                   | 1  | Luis Arconada           |  |     |
| DF                   | 2  | Santiago Urquiaga       |  |     |
| DF                   | 12 | Salvador García         |  | 85' |
| DF                   | 10 | Ricardo Gallego         |  |     |
| DF                   | 3  | José Antonio Camacho    |  |     |
| MF                   | 14 | Julio Alberto Moreno    |  | 75' |
| MF                   | 7  | Juan Antonio Señor      |  |     |
| MF                   | 8  | Víctor Muñoz            |  |     |
| MF                   | 16 | Francisco               |  |     |
| FW                   | 9  | Santillana              |  |     |
| FW                   | 11 | Francisco José Carrasco |  |     |
| Cserék:              |    |                         |  |     |
| FW                   | 19 | Manuel Sarabia          |  | 75' |
| MF                   | 15 | Roberto                 |  | 85' |
| Szövetségi kapitány: |    |                         |  |     |
| Miguel Muñoz         |    |                         |  |     |

| Az 1984-es labdarúgó-Európa-bajnokság győztese |
| ---------------------------------------------- |
| FRANCIAORSZÁG 1. cím                           |